# Rhabdotorrhinus
Rhabdotorrhinus is een geslacht van vogels uit de familie van de neushoornvogels (Bucerotidae). De soorten werden vroeger tot Aceros gerekend. 
Er zijn vier soorten:
- Rhabdotorrhinus corrugatus – Maleise jaarvogel
- Rhabdotorrhinus exarhatus – Temmincks neushoornvogel
- Rhabdotorrhinus leucocephalus – Filipijnse jaarvogel
- Rhabdotorrhinus waldeni – Waldens jaarvogel